# The Soul Man
| Cedric the Entertainer och Niecy Nash spelar några av huvudrollerna i programmet. |  | Cedric the Entertainer och Niecy Nash spelar några av huvudrollerna i programmet. |
| Cedric the Entertainer och Niecy Nash spelar några av huvudrollerna i programmet. |  |                                                                                   |

The Soul Man är en amerikansk sitcom som skapades av Suzanne Martin och Cedric the Entertainer och hade premiär på TV Land den 20 juni 2012. Serien är en spinoff av Hot in Cleveland. TV Land beställde 12 avsnitt av första säsongen och förnyade den med ytterligare tio avsnitt till en andra säsong som hade premiär den 19 juni 2013. I huvudrollerna syns Cedric the Entertainer och Niecy Nash.